# 海闘会
海闘会（かいとうかい）は、海上自衛隊内で自衛隊徒手格闘技の修練、習得を目指す自衛官が集まり、2006年に横須賀基地で発足した有志による格闘技研究組織、または大会等への出場のために編成されたチームである。大湊、横須賀、大村、小松島、硫黄島、呉に各支部がある。代表者は日本拳法、沖縄古武術の師範である。指導者は国際空道連盟大道塾の有段者であり、船上を含む閉所戦闘訓練の実績がある。
訓練体系は自衛隊格闘術の実効性を重視した「新格闘」とほぼ同じ体系を採用しながら、新格闘では訓練として実施しない自由乱取りも採用している。
また、組手での技の制限を可能な限り極限し、自衛隊拳法では禁止されている下段蹴りはもちろん、肘打ち、頭突き、掴んでの打撃、足関節技まで導入し、オフィサープレゼンスの向上と銃に代わり得る戦闘術としての観点から、より実践的な戦闘能力の涵養を目標としている。
特に法整備に伴う自衛隊の任務拡大に際し、立入検査隊や陸上基地警備における制圧能力の向上を目指し、既存の自衛隊格闘術、他流派や他種格闘技の徒手技術に囚われることなく分解研究の上、武器術（ナイフ格闘（素手対ナイフ、ナイフ対ナイフ）と警棒術）、徒手や警棒による制圧術を貪欲に採用する特徴が見られる。この点は自衛隊格闘術を組織的に制式採用し、訓練体系に取り入れている陸上自衛隊や航空自衛隊と比較しても有志による研究会、同好会に収まる海闘会の強みとも言える。ただし、海上自衛隊として公式の組織ではないため、そのメディア露出は少なく、秘密の多い格闘集団でもある。

## 海闘会の主要な出場大会等
- 自衛隊拳法
- 統合徒手格闘
- 大道塾空道
- 各種防具空手
- 日本拳法
- 柔道

## 創設
海上自衛隊内で本格的な徒手格闘訓練を実施するため、海上自衛隊横須賀基地において様々な流派の格闘家が集まり、自衛隊徒手格闘を研究。会長は防衛大学生時代に日本拳法を習得し、全自衛隊徒手格闘大会(当時)等に参加し実績を積み上げていた。
2006年春、同じく大道塾所属で各種大会で実績のある指導者と柔道、日本拳法、空手、合気道、少林寺拳法など各武道の有段者が集まり、技術の研究を始める。さらに自衛隊徒手格闘大会に本格的参戦、2007年秋に初めて東部方面徒手格闘大会団体戦に初出場、第30普通科連隊に勝利している。
練習内容は可能な限り禁じ手を無くし、防具は顔面にKプロテクターやスーパーセーフ面等の安全防具と布製の拳サポーター、脛当て、ファウルカップのみとし、ダメージ制とポイント制の併用ルールでの練習が主としている。
また、警備任務等で必要な近接格闘、制圧術、警棒術など武器術も重視し、各種武器対武器等の対人稽古も練習に取り組んでいるのが特徴である。